# Jürgen Hensen
Jürgen Hensen (* 20. Februar 1945 in Stolberg (Rheinland)) ist ein deutscher Jurist und ehemaliger Präsident des deutschen Bundesverwaltungsamtes.
Nach dem Abitur studierte Hensen Rechtswissenschaften in Münster und Freiburg im Breisgau. Die erste juristische Staatsprüfung legte er 1969 ab und promovierte 1972 zum Dr. jur. Im Jahre 1974 legte er die zweite juristische Staatsprüfung ab. In den Jahren von 1975 bis 1984 war er im Bundesministerium für Forschung und Technologie tätig.
Von 1984 bis 1987 war er Referent im Deutschen Bundestag. Anschließend war er bis 1989 Persönlicher Referent des Chefs des Bundeskanzleramtes. Von 1989 bis 1990 war er Leiter des Ministerbüros im Bundesministerium des Innern, zuletzt Unterabteilungsleiter in der Abteilung Innenpolitische Grundsatzfragen.
Von 1995 bis 2010 war er Präsident des Bundesverwaltungsamtes und teilweise parallel Präsident des Bundesausgleichsamtes. Er ist Schriftleiter der Zeitschrift für Gesetzgebung (ZG).
| Personendaten    | Personendaten                                                                        |
| ---------------- | ------------------------------------------------------------------------------------ |
| NAME             | Hensen, Jürgen                                                                       |
| KURZBESCHREIBUNG | deutscher Jurist, Präsident des Bundesverwaltungsamtes und des Bundesausgleichsamtes |
| GEBURTSDATUM     | 20. Februar 1945                                                                     |
| GEBURTSORT       | Stolberg (Rheinland)                                                                 |